# CAST-Experiment
CAST (Akronym für CERN Axion Solar Telescope) ist ein Experiment am europäischen Kernforschungszentrum CERN, mit dem ca. 60 Wissenschaftler aus 16 Nationen nach einem neuartigen Teilchen, dem Axion, suchen. Im Juli 2003 wurde das Experiment erstmals am CERN in Betrieb genommen mit dem Ziel, bis Ende 2010 nach solaren Axionen mit einer Masse von 0 eV bis ungefähr 1,1 eV zu suchen. Das Experiment wurde mehrfach erweitert und soll langfristig vom Nachfolgeexperiment IAXO abgelöst werden.

## Detektionsprinzip
Laut theoretischen Modellen sind Axione ladungsfreie Teilchen sehr geringer Masse, die nur sehr schwach mit gewöhnlicher Materie wechselwirken – eine Eigenschaft, die den experimentellen Nachweis des Axions zur Herausforderung werden lässt. Verschiedene Experimente konnten in den vergangenen 30 Jahren den erlaubten Axionmassenbereich auf 10−6 eV bis ca. 1 eV einschränken. Abhängig von ihrer tatsächlichen Masse könnten Axione einen Teil der bisher noch unbekannten Dunklen Materie erklären. Darüber hinaus können Axione in heißen und dichten Plasmen, wie zum Beispiel im Kern von Sternen, in vergleichbarer Häufigkeit wie Neutrinos durch den Primakoff-Effekt erzeugt werden.

### Stellare und solare Axione
Schon in den neunziger Jahren des zwanzigsten Jahrhunderts hat sich gezeigt, dass heiße und thermische stellare Plasmen sehr effiziente Axionquellen sein müssten. Der dominierende Prozess, der in nicht entarteten Plasmen zur Produktion von Axionen beiträgt, ist der sogenannte Primakoff-Effekt. Dabei wechselwirkt ein reelles Photon mit dem elektrischen Feld der geladenen Teilchen im Plasma und konvertiert in ein Axion. Die so produzierten Axionen würden wegen ihrer geringen Wechselwirkungswahrscheinlichkeit das stellare Plasma verlassen. Aus theoretischen Modellrechnungen ergibt sich, dass die Sonne wegen ihrer geringen Entfernung für einen Beobachter auf der Erde und wegen der hohen Axionproduktionsrate im Sonnenplasma, die potentiell stärkste stellare Quelle mit einer erwarteten Flussdichte solarer Axionen von
{\displaystyle \Phi _{a}=g_{a\gamma ,10}^{2}\,\,3{,}75\times 10^{11}\,{\text{cm}}^{-2}\,{\text{s}}^{-1}}
darstellt. Wobei
{\displaystyle g_{a\gamma ,10}=g_{a\gamma }/10^{-10}\,{\text{GeV}}^{-1}}
die auf 10−10 normierte Kopplungskonstante (Wechselwirkungsstärke) des Axions an Photonen ist. Die spektrale Energieverteilung solarer Axione ist einem thermischen Schwarzkörperspektrum mit einer mittleren Energie von 4,2 keV sehr ähnlich. Darüber hinaus werden Axione nur in einem relativ kleinen Volumen im Kern der Sonne mit hoher Effizienz erzeugt. Das Emissionsgebiet hat die Form eines kugelförmigen Volumens mit einem Radius, der in etwa 20 % des Sonnenradius entspricht. In den äußeren Schichten der Sonne wird die Primakoff-Konversion durch die dort herrschenden Plasmabedingungen stark unterdrückt. Für den Fall, dass Axione entdeckt werden, würden diese einen direkten Blick in die Fusionsgebiete der Sonne ermöglichen.

### Prinzip eines Axion-Helioskops
1983 schlug Pierre Sikivie von der University of Florida ein neues revolutionäres Konzept zum Nachweis derart leichter und massenarmer solarer Axione vor, das sogenannte Axion-Helioskop-Prinzip: Wird auf der Erde ein transversales Magnetfeld auf die Sonne ausgerichtet, dann können darin theoretisch von der Sonne emittierte solare Axione in reelle Photonen umgewandelt werden. Analog zur Produktion der Axione im solaren Plasma spielt hier der Primakoff-Effekt die entscheidende Rolle. Passiert ein Axion ein transversales Magnetfeld, so kann es durch den zeitlich invertierten Primakoff-Effekt in ein reelles Photon umgewandelt werden. Da die Ausbreitungsrichtung des Axions und die Magnetfeldrichtung in einem Winkel von 90° zueinander stehen müssen, muss das Magnetfeld der Sonne nachgeführt werden. Dadurch wird eine möglichst lange Beobachtungszeit ermöglicht. Die Umwandlung eines Axions in ein reelles Photon erfolgt unter Erhaltung des Impulses und der Energie des Axions. Die Energieverteilung der Photonen, die das Magnetfeld verlassen, entspricht also der Energieverteilung der ursprünglichen solaren Axione. Diese können mit geeigneten Detektionssystemen für Röntgenstrahlung am Ende des Magnetfeldes nachgewiesen werden.

#### Nachweiswahrscheinlichkeit
Der differenzielle Photonenfluss aus Axionkonversion, der das Magnetfeld eines Helioskops verlässt, ergibt sich aus dem Produkt der Konversionswahrscheinlichkeit eines Axions in ein Photon und aus dem solaren Axionfluss, den ein Beobachter auf der Erde erwarten würde (für alle Gleichungen wurde {\displaystyle {\bar {h}}=1,c=1} angenommen):
{\displaystyle {\frac {d\Phi _{\gamma }}{dE}}={\frac {d\Phi _{a}}{dE}}\,P_{a\rightarrow \gamma }}
Die solare Axionflussdichte kann analytisch berechnet werden und wird durch die Beziehung
{\displaystyle {\frac {d\Phi _{a}}{dE}}=g_{a\gamma ,10}^{2}\;{\frac {E^{2{,}481}}{e^{E/1{,}205}}}\;6{,}02\times 10^{10}\;{\text{cm}}^{-2}\;{\text{s}}^{-1}\;{\text{keV}}^{-1}}
sehr gut beschrieben. Für die Wahrscheinlichkeit {\displaystyle P_{a\rightarrow \gamma }}, dass eine kohärente Konversion eines Axions in ein reelles Photon im Vakuum in einem homogenen und transversalen Magnetfeld stattfindet, gilt:
{\displaystyle P_{a\rightarrow \gamma }=\left({\frac {Bg_{a\gamma }}{q}}\right)^{2}\sin ^{2}\left({\frac {qL}{2}}\right)={\frac {1}{4}}g_{a\gamma }^{2}\left(BL\right)^{2}{\frac {\sin ^{2}\left(qL/2\right)}{\left(qL/2\right)^{2}}}} .
{\displaystyle g_{a\gamma }} beschreibt hier die Axion zu Photon Kopplungsstärke, {\displaystyle B} die Magnetfeldstärke, {\displaystyle L} die Länge des Magnetfeldes und {\displaystyle q} die Impulsdifferenz zwischen dem Axion und dem reellen Photon, die von der Masse des Axions wie folgt abhängt:
{\displaystyle q=\left|{\frac {m_{\text{a}}^{2}}{2E_{\text{a}}}}\right|} .
Damit ergibt sich die auf einen Tag bezogene differentielle Flussdichte der zu erwartenden Konversionsphotonen zu
{\displaystyle {\frac {d\Phi _{\gamma }}{dE}}=g_{a\gamma ,10}^{4}\;{\frac {E^{2{,}481}}{e^{E/1{,}205}}}\left({\frac {L}{9{,}26\;{\text{m}}}}\right)^{2}\left({\frac {B}{9\;{\text{T}}}}\right)^{2}\;0{,}088\;{\text{cm}}^{-2}\;{\text{d}}^{-1}\;{\text{keV}}^{-1}}
Für große Werte {\displaystyle qL/2\gg 1} unterdrückt der Term
{\displaystyle \sin ^{2}\left(qL/2\right)/\left(qL/2\right)^{2}}
die Konversionswahrscheinlichkeit {\displaystyle P_{a\rightarrow \gamma }}. Daraus resultiert eine obere Grenzmasse von
{\displaystyle m_{a}\lesssim {\sqrt {4E/L}}=0{,}02\,{\text{eV}}},
bis zu der die theoretisch maximale Konversionsrate mit dem CAST-Helioskop für Axione mit einer mittleren Energie von ungefähr 4 keV erreicht werden kann. Oberhalb dieser Grenzmasse nimmt die Konversionswahrscheinlichkeit sehr schnell ab. Von van Bibber et al. wurde 1989 vorgeschlagen, dass die Empfindlichkeit eines Helioskops über diese Grenzmasse hinaus erweitert werden kann, wenn das Konversionsvolumen mit einem Gas gefüllt wird. Unter diesen Voraussetzungen hat das Photon eine effektive Masse
{\displaystyle m_{\gamma }={\sqrt {\omega _{\text{P}}}}={\sqrt {\frac {4\pi \alpha n_{e}}{m_{e}}}}}
die von der Plasmafrequenz {\displaystyle \omega _{\text{P}}} und somit von der Elektronendichte {\displaystyle n_{e}} im Konversionsvolumen abhängt. Als Konsequenz ändert sich der Impulsübertrag vom Axion auf das Photon zu
{\displaystyle q=\left|{\frac {m_{\gamma }^{2}-m_{\text{a}}^{2}}{2E_{\text{a}}}}\right|}.
Unter der Voraussetzung, dass die Materiedichte im Konversionsvolumen und damit der Absorptionskoeffizient {\displaystyle \Gamma } des Mediums konstant ist, ist die Axion zu Photon Konversionswahrscheinlichkeit dann in ihrer allgemeineren Form
{\displaystyle P_{a\rightarrow \gamma }=\left({\frac {Bg_{a\gamma }}{2}}\right)^{2}{\frac {1}{q^{2}+\Gamma ^{2}/4}}\left[1+e^{-\Gamma L}-2e^{-\Gamma L/2}\cos(qL)\right].}
Im Grenzfall {\displaystyle \Gamma \rightarrow 0} vereinfacht sich der Ausdruck zur ursprünglichen Form für die Konversionswahrscheinlichkeit in einem evakuierten Konversionvolumen. Der Vorteil eines Gases im Konversionsvolumen ist, dass damit die maximale Konversionswahrscheinlichkeit für einen sehr engen Massenbereich
{\displaystyle {\sqrt {m_{\gamma }^{2}-{\frac {2\pi E_{a}}{L}}}}<m_{a}<{\sqrt {m_{\gamma }^{2}+{\frac {2\pi E_{a}}{L}}}}}
wiederhergestellt werden kann. Allerdings verschwindet die Konversionswahrscheinlichkeit außerhalb dieses Parameterbereichs nahezu vollständig. Wird die Elektronendichte im Konversionsvolumen systematisch erhöht, wandert diese Resonanz zu höheren Axionmassen. Die Empfindlichkeit des Helioskops kann so durch geeignete Wahl der Elektronendichte auf verschiedene Axionmassen eingestellt und durch Variation der Elektronendichte ein breiter Massenbereich schrittweise untersucht werden.
Basierend auf dieser Idee ist es möglich, den sensitiven Massenbereich für ein Helioskop weit über die Massengrenze für die Konversion im Vakuum hinaus zu erweitern. Allerdings sind auch diesem experimentellen Ansatz Grenzen gesetzt. Eine obere Massengrenze ist durch Absorption und Streuung der Konversionsphotonen im Konversionsvolumen gegeben. Beide Effekte nehmen mit zunehmender Gasdichte zu und unterdrücken die Anzahl der aus Axionkonversion zu erwartenden Photonen. Zusätzlich wird ab einer bestimmten Gasdichte der Sättigungsdampfdruck des verwendeten Gases überschritten und das Gas kann im Konversionsvolumen kondensieren. In diesem Fall ist keine sinnvolle Messung mehr möglich.

#### Anwendung auf CAST
Auf der Grundlage dieses Helioskopprinzips ergeben sich für das CAST-Experiment zwei grundsätzliche experimentelle Konfigurationen:
- CAST Phase I: Betrieb des CAST-Helioskops mit evakuiertem Konversionsvolumen. In dieser Konfiguration ist das CAST Helioskop für Axione mit einer Masse zwischen 0 eV und 0,02 eV sensitiv.
- CAST Phase II: Betrieb des CAST-Helioskops mit einem mit Gas gefüllten Konversionsvolumen bei variabler Gasdichte. Als Puffergas werden Gase mit niedriger Kernladungszahl wie 4He und 3He verwendet. In dieser Konfiguration ist das CAST-Helioskop für Axione mit einer Masse zwischen 0,02 und 1,12 eV sensitiv.

Um während der Phase II von CAST eine lückenlose Abdeckung des Massenbereichs zwischen 0,02 und 1,12 eV zu erzielen, müssen mit dem CAST-Helioskop Messungen bei ungefähr 1000 Dichteschritten durchgeführt werden. Die daraus resultierende Messzeit liegt bei nahezu drei Jahren. Beide Konfigurationen wurden bisher in mehreren Messabschnitten mit dem CAST-Experiment realisiert.

## Magnet-, Kryo- und Gassystem
Zur Konversion von solaren Axionen in beobachtbare Photonen wird im CAST-Experiment ein supraleitender Dipolmagnet – ähnlich den beim Large Hadron Collider eingesetzten Magneten – verwendet, der ein zur Ausbreitungsrichtung der solaren Axione transversales und homogenes Magnetfeld von maximal 9,5 T erzeugt. Der Magnet hat in seinem Inneren zwei Röhren mit einer Länge von 9,26 m und einem Durchmesser von 42 mm, die als Konversionsvolumina verwendet werden. Beide Röhren befinden sich innerhalb der Kaltmasse des Magneten, in der eine Temperatur von ungefähr 1,8 K herrscht. Das Kühlsystem für den supraleitenden Magneten wurde aus Komponenten des ehemaligen LEP e+e−-Beschleunigers und dem DELPHI-Experiment am CERN für CAST neu aufgebaut. Das mehrstufige He-Kühlsystem versorgt den CAST Magneten mit flüssigem Helium, womit eine maximale Kühlleistung von ungefähr 300 W bei einer Temperatur von 4 K bzw. 50 W bei der Betriebstemperatur von 1,8 K gewährleistet ist.
Der Magnet ist auf einem fahr- und drehbaren Gestell montiert, mit dem er auf die Sonne oder auf andere interstellare Objekte ausgerichtet werden kann. Der Neigungswinkel des Magneten ist auf ±8° Höhe relativ zum Horizont beschränkt (Limitierung des Kühlsystems). In azimutaler Richtung kann der Magnet im Winkelbereich von ca. 40° bis 140° bewegt werden. Daraus ergibt sich eine maximale Beobachtungszeit der Sonne von ca. 1,5 Stunden während des Sonnenauf- und -untergangs während des ganzen Jahres. Die Genauigkeit des Nachführsystems liegt bei ungefähr 0,01° und wird in regelmäßigen Abständen durch Vermessungstechniker geprüft. Darüber hinaus kann zweimal pro Jahr mit einem optischen Teleskop die Nachführgenauigkeit des CAST-Systems geprüft werden. Dieses Teleskop ist parallel zur optischen Achse des Magneten ausgerichtet und kann die Sonne im sichtbaren Licht beobachten.
Für den Betrieb mit einem Puffergas im Konversionsvolumen ist der Magnet mit einem hermetisch abgeschlossenen Gassystem ausgerüstet. Kernkomponenten des Gassystems sind ein komplexes Steuer- und Pumpsystem und speziell für CAST entwickelte und im Röntgenbereich transparente Kaltfenster. Diese nur 15 μm dünnen Polypropylenfenster trennen das mit Gas gefüllte und 1,8 K kalte Konversionsvolumen von den Detektorsystemen, die zum Teil bei Raumtemperatur betrieben werden. Falls die Temperatur im Magneten ansteigt (z. B. bei einem Übergang des Magneten zu ohmscher Leitung), würde der Druck im Konversionsvolumen proportional zur Magnettemperatur ansteigen. Als Konsequenz könnten an den Kaltfenstern Druckdifferenzen von über 1 bar auftreten. Um in diesem Fall die Fenster vor deren Zerstörung und dem damit verbundenen Verlust des Puffergases zu schützen, kann das Gas aus dem Konversionsvolumen zurückgewonnen und in Speicherbehälter gepumpt werden. Die Gas- bzw. Elektronendichte im Konversionsvolumen kann schrittweise oder kontinuierlich und jederzeit reproduzierbar eingestellt und für die Zeit der Beobachtungen konstant gehalten werden.
An den Enden beider Röhren sind vier hochempfindliche Detektoren angebracht, die im Energiebereich der Röntgenstrahlung (0,5 keV bis 20 keV) sensitiv sind. Darüber hinaus wurde im Jahr 2003 der sensitive Energiebereich von CAST mit einem Hochenergie-Kalorimeter zu Energien bis 100 MeV erweitert. Momentan (Stand Sommer 2009) wird ein weiteres Detektorsystem im Wellenlängenbereich sichtbaren Lichts aufgebaut. Da für gegebene Magnetparameter (erreichbare maximale Feldstärke, Länge des Magneten) die Empfindlichkeit des CAST-Helioskops ausschließlich durch den Hintergrund der Detektoren und deren Effizienz bestimmt ist, ist das primäre Ziel von CAST möglichst effiziente Detektoren mit einem möglichst geringen Hintergrund einzusetzen.

## Detektorsysteme

### Röntgenteleskop

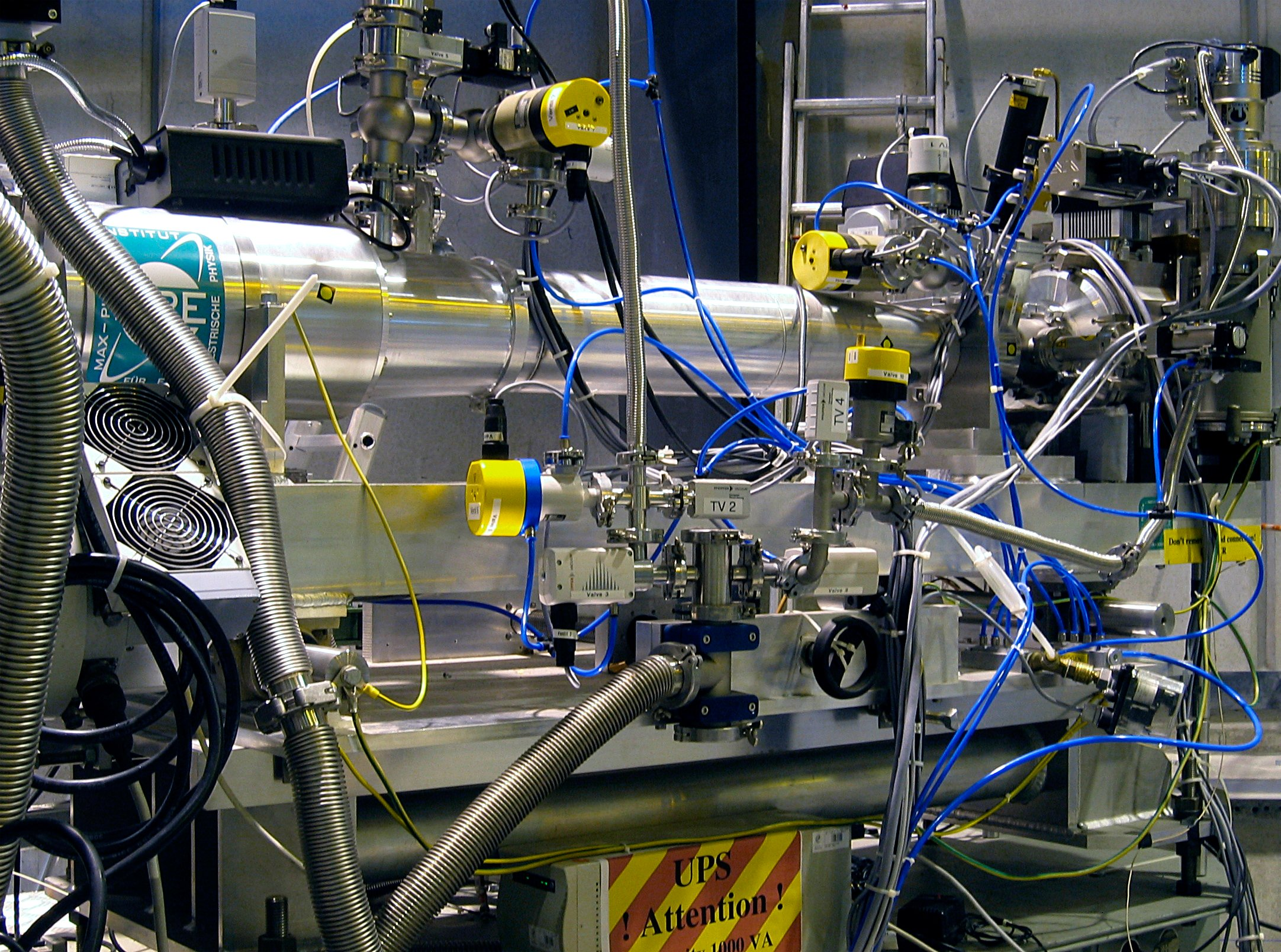
Das CAST-Röntgenteleskop am CERN. Die Wolter-Optik befindet sich innerhalb der konischen Röhre an deren rechten Ende der Fokaldetektor montiert ist. Alle weiteren Komponenten wie Schläuche (blau), Ventile (gelb) und Pumpen sind für den Betrieb des Teleskops notwendig.

Der CAST-pn-CCD-Fokaldetektor des Röntgenteleskops von CAST. Es sind der Kühlfinger mit Kühlmaske (golden), der CCD-Silizium-Chip (Mitte, schwarz) und das Vakuumgehäuse dargestellt.

Das CAST-Röntgenteleskop belegt einen der vier Messplätze der CAST-Magneten und besteht aus einer Röntgenspiegeloptik vom Typ Wolter I mit einer Fokallänge von 1600 mm. In deren Fokalebene befindet sich ein auf niedrigen Hintergrund optimierter ortsauflösender Siliziumdetektor.
Bei der aus 27 konzentrisch ineinander geschachtelten und mit Gold beschichteten Nickelschalen bestehenden CAST-Wolteroptik handelt es sich um einen Prototyp, der für die deutsche Röntgenemission ABRIXAS entwickelt wurde. Die Optik ist am Ende einer der vier Magnetöffnungen azentrisch angebracht, so dass Photonen aus Axionkonversion in einem nahezu parallelen Strahl den Magneten verlassen und in die Optik eintreten würden. Die parabolische und hyperbolische Form der Spiegelschalen sorgt dafür, dass Röntgenphotonen unter streifendem Einfall (Totalreflexion) auf einen Brennfleck mit einer Fläche von nur 9,4 mm² fokussiert werden. Die so erreichte Konzentration des potentiellen Signals auf einer kleinen Fläche führt zu einer Verringerung des zu erwartenden Hintergrundes um einen Faktor von ungefähr 154. Darüber hinaus bietet das Röntgenteleskop die Möglichkeit, ein potentielles Signal und den Detektorhintergrund gleichzeitig zu beobachten und dadurch systematische Effekte zu minimieren. Durch die hohe Ortsauflösung von ungefähr 40 Bogensekunden könnte das Röntgenteleskop für den Fall, dass ein Signal detektiert wird, ein Axionbild des Kerns der Sonne messen und signifikant zum Verständnis des Aufbaus unseres Nachbarsterns beitragen.
Zum Nachweis des Signals wird ein rückseitenbeleuchteter, 280 µm dicker und voll verarmter pn-CCD-Siliziumdetektor verwendet, der ursprünglich für die von der ESA geleitete Röntgenemission XMM-Newton entwickelt wurde. Neben einer sehr hohen Quanteneffizienz von über 95 % für den für CAST relevanten Energiebereich zwischen 1 keV und 7 keV, bietet der CCD mit seinen 150 µm × 150 µm großen Pixeln die für die Röntgenoptik notwendige Ortsauflösung und erlaubt den Nachweis einzelner Photonen im Energiebereich der Röntgenstrahlung. Ein entscheidender Vorteil dieser CCD-Detektoren mit integrierter Front-End-Elektronik ist die Langzeitstabilität des Detektors. Um den Einfluss des thermischen Rauschens zu minimieren, wird der CCD auf einer Temperatur von −130 °C gekühlt. Die vom CCD erzeugten Bilder mit einer Auflösung von 12.800 Pixeln werden nach einer Integrationszeit von ca. 70 ms in 6 ms ausgelesen. Der Detektor ist von einer mehrschichtigen passiven Abschirmung aus abgelagertem Blei (frei von 210Pb) und sauerstofffreiem Kupfer umgeben, die den CCD gegen externe Gammastrahlung abschirmt. Der so erreichte mittlere differentielle Detektorhintergrund im Fokalpunkt liegt im Mittel bei ca. 8 × 10−5 cm−2s−1keV−1 (im Energiebereich von 1 keV bis 7 keV), was ungefähr 0,24 Ereignissen pro 1,5 Stunden Beobachtungszeit entspricht.

### Micromegas-Detektoren
An den drei verbleibenden Messplätzen, einem direkt neben dem Röntgenteleskop und den beiden Magnetöffnungen auf der östlichen Seite des Magneten, sind mit Detektoren vom Micromegas-Typ (MICRO MEsh GAseous Structure) ausgestattet. Es handelt sich hierbei um Gasdetektoren, die zum effizienten Nachweis von Photonen mit einer Energie zwischen 1 keV und 10 keV optimiert sind. Die wesentlichen Vorteile dieser Detektoren sind deren niedriger Hintergrund, ihre sehr gute Ortsauflösung, eine hohe Nachweiswahrscheinlichkeit für Röntgenphotonen und die niedrigen Herstellungskosten. Technologisch ist das Micromegas-Konzept eine Weiterentwicklung des Vieldrahtproportionalzählers, wobei das Drahtgitter des Vieldrahtproportionalzählers durch eine mikrostrukturierte Kupferfolie mit einem Lochdurchmesser von ungefähr 25 μm ersetzt wurde. Bei der Herstellung der Detektoren wurde speziell darauf geachtet, dass nur Materialien mit intrinsisch geringer natürlicher Radioaktivität verwendet wurden. Das Gehäuse des Detektors ist zum Beispiel aus Plexiglas gefertigt. Der durch externe Strahlung induzierte Hintergrund wird mittels einer mehrschichtigen passiven Abschirmung unterdrückt. Seit Beginn der ersten Messphase von CAST wurden die Micromegas-Detektoren stetig weiterentwickelt und durch neuere, leistungsfähigere Modelle ersetzt. Der Detektorhintergrund der so erreicht werden kann, liegt im Mittel bei ca. 5 × 10−5 cm−2s−1keV−1 (im Energiebereich von 1 keV bis 10 keV).

### Barbe-Detektor
Im Gegensatz zu Axionen, die im Kern der Sonne erzeugt werden, hätten Axione oder axionähnliche Teilchen, die in elektromagnetischen Feldern der Sonnenkorona entstehen, Energien im Bereich von wenigen Elektronvolt. Würden diese Axione im CAST-Magneten in Photonen konvertiert, hätten diese eine Wellenlänge im Bereich des sichtbaren Lichts. Zum Nachweis derart niederenergetischer Photonen wird zurzeit von der CAST-Kollaboration ein neues Detektorsystem (BaRBE-Detektor, von italienisch Basso Rate Bassa Energia, dt. ‚niedrige Rate, niedrige Energie‘) aufgebaut und entwickelt. In der endgültigen Ausbaustufe soll der BaRBE-Detektor über ein galileisches Fernrohr so an eine der Magnetöffnung des CAST-Magneten angekoppelt werden, dass das System parallel zu einem der Micromegas-Detektoren betrieben werden kann. Die potentiell aus der Magnetöffnung austretenden Photonen aus Axion zu Photonkonversion werden mit einem für Röntgenstrahlung transparenten Folienspiegel aus dem Strahlengang des Magneten in Richtung des BaRBE-Teleskop ausgekoppelt. Als geeignete Detektoren werden Photomultiplier und gekühlte Avalanche-Photodioden untersucht. Erste erfolgreiche Testmessungen wurden mit dem BaRBE-Teleskop mit beiden Detektortypen bereits durchgeführt und zeigen durch den erreichten Hintergrund von etwa 0,4 Ereignissen pro Sekunde eine viel versprechende Sensitivität. Eine Steigerung der Sensitivität ist vor allem durch in Zukunft besser abgeschirmte Detektoren zu erwarten. Weitere Detektorkonzepte, die sich noch in der Entwicklungsphase befinden, sind sogenannte Transition-Edge-Sensoren (TES) oder Silizium-DePFET-Detektoren.

### Hochenergie-Kalorimeter

Schematische Ansicht des CAST-Hochenergie-Kalorimeters

Axione, die durch Kernprozesse anstatt durch Primakoff-Konversion im Sonnenplasma erzeugt werden, wären monoenergetisch, besäßen allerdings kinetische Energien, die von wenigen zehn Kiloelektronenvolt bis in den Bereich der Gammastrahlung mit vielen Megaelektronenvolt reichen. Um diese Axione nachweisen zu können, wurde in CAST, während der Messphase im Jahr 2004, ein Hochenergie-Kalorimeter betrieben. Der Detektor war auf der Seite, die die Sonne während des Sonnenaufgangs beobachtet, neben dem Röntgenteleskop und hinter einem der Micromegas-Detektoren eingebaut. Das Kalorimeter bestand aus einem CdWO4/CWO Szintillatorkristall, der eine hohe Absorptionswahrscheinlichkeit für Gammastrahlung und einen sehr niedrigen, durch natürliche Radioaktivität verursachten Hintergrund bei einer sehr guten Energieauflösung besitzt. Der Szintillatorkristall wurde mit einem optisch angekoppelten Photomultiplier ausgelesen. Der Detektor war sowohl aktiv wie auch passiv abgeschirmt und ein den Detektor umgebender aktiver Kunststoffszintillator diente als Myon-Veto. Passive Komponenten wie altes abgelagertes Blei dienten zur Verringerung des durch Gammastrahlung induzierten Hintergrunds. Durch eine zusätzliche N2-Atmosphäre um den Detektor wurde der Einfluss von radioaktiven Zerfällen des atmosphärischen Radons auf den Detektorhintergrund minimiert. Mit dem Kalorimeter wurde die Sonne durch einen der Micromegas-Detektoren hindurch für insgesamt 60 Stunden beobachtet und nach erfolgreicher Datennahme wieder abgebaut.

### TPC-Detektor
Während der Messphasen in den Jahren 2003 und 2004 war an der Ostseite des CAST-Magneten eine Zeitprojektionskammer (TPC) installiert. Der Detektor belegte zwei Messplätze auf der östlichen Seite des CAST-Magneten und konnte folglich die Sonne während des Sonnenuntergangs beobachten. Der Detektor, mit einer Driftlänge von 10 cm, wurde über einen Vieldrahtproportionalzähler ausgelesen und erreichte eine maximale Empfindlichkeit von ungefähr 60 % im Energiebereich zwischen 1 keV und 10 keV. Der wesentliche Vorteil dieses Detektorsystems lag in seiner sehr niedrigen Hintergrundzählrate von nur ca. 4 × 10−5 cm−2s−1keV−1. Nach Abschluss der CAST-Phase-I wurde die Zeitprojektionskammer durch zwei Micromegas-Detektoren mit verbesserter Sensitivität und besserer Hintergrundunterdrückung ersetzt.

## Ergebnisse

Der Axion-Parameterraum mit Ergebnissen verschiedener Experimente. Die Ergebnisse von CAST sind als blaue Linie dargestellt.

### Solare Axione
Mit den von 2003 bis Ende 2008 durchgeführten Messungen konnte mit dem CAST-Helioskop bisher keine Axionsignatur nachgewiesen werden. Durch die um einen Faktor sechs gesteigerte Empfindlichkeit von CAST gegenüber früheren Experimenten kann CAST die Wechselwirkungsstärke der hypothetischen Axione mit Photonen signifikant einschränken und einen wichtigen Beitrag zum Verständnis der Physik des Axions und der Dunklen Materie leisten. Mit CAST ist es erstmals möglich die Empfindlichkeit eines Experiments zum direkten Nachweis von Axionen und axionähnlichen Teilchen über die bis dahin besten indirekten astrophysikalischen Beobachtungen hinaus in einem breiten Massenbereich zu verbessern. Nur sogenannte Mikrowellenresonatoren (Microwave Cavity) bieten in einem schmalen Massenbereich eine höhere Sensitivität. Die bisher mit dem CAST-Helioskop bestimmten oberen Grenzen für die Wechselwirkungsstärke des Axions mit Photonen liegen bei
- gaγ ≤v0,88 × 10−10 GeV−1 für Axione mit einer Masse ma ≤ 0,02 eV und[13][5]
- im Mittel bei gaγ ≤ 2,17 × 10−10 GeV−1 für Axione mit einer Masse von 0,02 eV ≤ ma ≤ 0,39 eV.[14]

Messungen für Axionmassen im Bereich von 0,39 eV ≤ ma ≤ 1,12 eV werden zurzeit durchgeführt. Erste Ergebnisse sind bis Ende 2010 zu erwarten. Eine Zusammenfassung der bisher mit dem CAST-Helioskop erreichten Resultate ist in der Abbildung rechts dargestellt. Die Ergebnisse verschiedener Laborexperimente und astrophysikalischer Untersuchungen werden im Vergleich zum CAST-Ergebnis ergänzend gezeigt.

## Historie

### CAST-Phase-I
Am 9. August 1999 wurde das CAST-Experiment im Rahmen eines Experimentantrages mit dem Titel “A solar axion search using a decommissioned LHC test magnet” dem CERN-SPSC-Komitee vorgeschlagen. Vier Jahre später konnte das Experiment im Mai 2003 erstmals in Betrieb genommen und die erste Messkampagne im November 2003 erfolgreich beendet werden. Die Sensitivität von CAST war zu dieser Zeit noch eingeschränkt, da die optische Ausrichtung des Röntgenteleskops nicht permanent überwacht wurde. Nach einer anschließenden kurzen Umbauphase wurde der Betrieb von CAST im April 2004 wieder aufgenommen. Die wichtigste Komponente, die in dieser Umbauphase implementiert wurde, war eine Röntgenquelle zur Überwachung der Ausrichtung des Röntgenteleskops. Damit war die Sensitivität des Experiments erstmals deutlich unterhalb von gaγ ≤ 1 × 10−10 GeV−1. Während der bis November 2004 andauernden Phase I von CAST, waren alle Detektorsystem mit maximal möglicher Sensitivität in Betrieb.

### CAST-Phase-II
Im Jahr 2005 wurde das CAST-Helioskop in einer längeren Umbauphase auf den Betrieb mit dem Gas 4He im Konversionsvolumen vorbereitet. Als erster Schritt wurden die Kaltfenster und ein vereinfachtes Gassystem ohne Gasrückgewinnung implementiert, das erstmals im November 2005 in Betrieb ging. Damit war die Phase II von CAST eingeläutet. Es folgte ein mehr als ein Jahr langer erster Messabschnitt bis zum Dezember 2006. Während dieser Zeit war es der CAST-Kollaboration gelungen, den Axionmassenbereich ma von 0,02 eV bis 0,39 eV nach einer Axionsignatur zu untersuchen. Die endgültige Ausbaustufe des Experiments wurde Ende Februar 2008 erreicht. Eine große technologische Herausforderung stellte die Erweiterung des Gassystems zum Betrieb mit 3He dar. Im Gegensatz zur ersten Ausbaustufe des Gassystems für den Betrieb mit 4He kann das Gas mit dem erweiterten System aus dem Konversionsvolumen zurückgewonnen werden. Dadurch wird die Wahrscheinlichkeit eines Verlusts des teureren Helium-Gases minimiert. Nach einer ungefähr sechsmonatigen Unterbrechung wurde Mitte 2009 die Datennahme wieder aufgenommen und wird noch bis Mitte 2011 weitergeführt. Die wissenschaftliche Zielsetzung für diesen Zeitraum gilt der Untersuchung des Axionmassenbereichs von 0,59 eV bis 1,15 eV.
Mit 3He als Puffergas und höheren Drücken lässt sich eine bessere Nachweisempfindlichkeit als mit 4He für einen höheren Massenbereichs des Axions erreichen. Bei 252 Dichteschritten mit jeweils einer einstündigen Messung wurde im Massenbereich nach Axionen von 0,39 bis 0,64 eV gesucht. Wegen Abwesenheit der zu erwarteten Röntgenstrahlung konnte der obere Grenzwert für die Kopplung von Axionen an Photonen zu gaγ ≲ 2,3 × 10−10 GeV−1 mit einem 95-prozentigen Vertrauensbereich festgelegt werden.
Bei weiter geplanten Messungen soll die Suche nach Axionen auf den Bereich bis zu 1,15 eV ausgedehnt werden, der sich dann weitgehend mit den Grenzen einer heißen dunklen Masse im Kosmos überlappt. Falls sich dann im CAST-Experiment keine Axionen nachweisen lassen, ist ein neues Nachweisgerät notwendig. Die gegenwärtige Versuchsanordnung ließe sich jedoch zum Nachweis von anderen WISPs (englisch weakly interacting sub-eV particles, dt. ‚schwach interagieren Partikel im Sub-Elektronenvolt-Bereich‘) verwenden.